# Distretto di Yang Talat
Il distretto di Yang Talat (in thailandese: ยางตลาด) è un distretto (amphoe) della Thailandia, situato nella provincia di Kalasin.